# تل قوام‌آباد
تل قوام آباد مربوط به سده‌های میانه دوران‌های تاریخی پس از اسلام است و در شهرستان بیضا، بخش بیضا، دهستان بیضا، ۱۰۰ متری شمال روستای خیرآباد واقع شده و این اثر در تاریخ ۳۰ بهمن ۱۳۸۶ با شمارهٔ ثبت ۲۰۹۵۶ به‌عنوان یکی از آثار ملی ایران به ثبت رسیده است.